# Tinh vân Bong Bóng
NGC 7635 còn được biết đến với tên gọi khác là Tinh vân Bong Bóng, Sharpless 162 hoặc Caldwell 11 là tên của một tinh vân phát xạ có đặc tính của vùng H II nằm trong chòm sao Thiên Hậu. Nó nằm gần với vị trí của cụm sao mở Messier 52. Cấu trúc giống như "bong bóng" của nó tạo ra từ cơn gió sao phát ra từ một ngôi sao có nhiệt độ cực cao và cấp sao biểu kiến là 8,7, trẻ được định danh là SAO 20575 (hoặc BD+60°2522). Tinh vân này thì có vị trí gần với một đám mây phân tử khổng lồ chứa sự giãn nở của cái "bong bóng". Sự giãn nở này là do bản thân nó bị kích thích bởi ngôi sao trung tâm có nhiệt độ cao làm cho nó phát sáng. Năm 1787, nhà thiên văn học người Anh gốc Đức William Herschel phát hiện ra thiên hà này và ngôi sao trung tâm của nó được cho là có khối lượng gấp 44 lần khối lượng Mặt Trời.
Với một kính thiên văn có kích thước 8 hoặc 10 inch, tinh vân này xuất hiện như một lớp màng cực kì mềm, lớn và bao bọc ngôi sao trung tâm của nó. Một ngôi sao của nó có cấp sao biểu kiến là 7 nằm ở phía tây đã cản trợ sự quan sát của chúng ta, nhưng ta có thể quan sát nó bằng việc sự dụng phương pháp tầm nhìn tránh. Nếu sử dụng một kính thiên văn 18 inch thì ta có thể thấy tinh vân mờ nhạt này không hoàn hảo và ở vị trí nam và bắc thì nó bị nhô ra.

## Dữ liệu hiện tại
Theo như quan sát, đây là tinh vân nằm trong chòm sao Thiên Hậu và dưới đây là một số dữ liệu khác:
Xích kinh 23h 20m 48.3s
Độ nghiêng +61° 12′ 06″
Cấp sao biểu kiến ~10
Kích thước biểu kiến 15′ × 8′

## Bộ sưu tập
- Hình ảnh NGC 7635 chụp bởi nhà thiên văn nghiệp dư Chuck Ayoub
- Hình ảnh HaRGB của Tinh vân Bong Bóng NGC 7635 chụp bởi Kính viễn vọng Liverpool
- Hình ảnh NGC 7635 do nhà thiên văn nghiệp dư Luca Moretti chụp
- Hình ảnh NGC 7635 được chụp ở HOO bởi nhà thiên văn nghiệp dư Bryan Goff, Oceanside California.